# Rundfunkjahr 1978

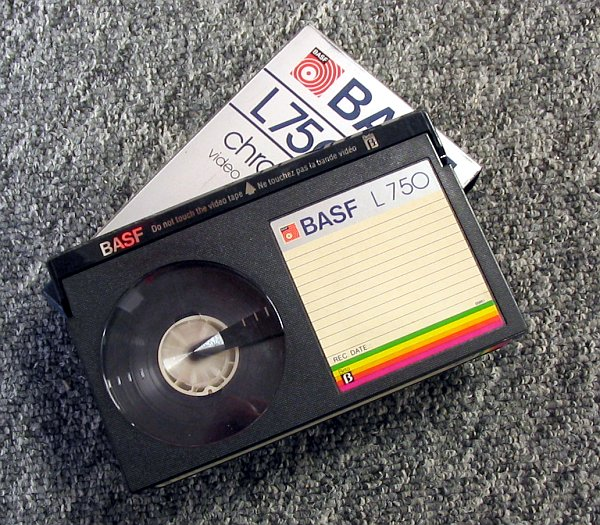
1978: Betamax kommt in Westdeutschland auf den Markt

Liste der Rundfunkjahre

◄◄ | ◄ | 1974 | 1975 | 1976 | 1977 | Rundfunkjahr 1978 | 1979 | 1980 | 1981 | 1982 | ► | ►►

Weitere Ereignisse

## Allgemein
- In Westdeutschland werden die ersten Betamaxrekorder für Endverbraucher verkauft. Die Kassetten des von Sony entwickelten Videosystems sind deutlich kleiner als das schon auf deutschen Markt befindliche VHS-System der japanischen JVC. Außerdem bieten sie eine deutlich bessere Bildqualität als VHS, haben aber zunächst wesentlich kürzere Spielzeiten. Der Sony SL-8000, der erste in Deutschland erhältliche Betamaxrekorder wiegt fast 20 Kilogramm, verfügt zwar weder über Bildsuchlauf, noch Standbildfunktion, aber über ein analoges Bandzählwerk.[1]
- Silvio Berlusconi erwirbt den 1972 gegründeten lokalen Privatsender Telemilano und verlagert somit seine geschäftlichen Tätigkeiten zunehmend vom Immobilien- in das Mediengeschäft.
- 14. Februar – Das Bundesverfassungsgericht entscheidet, dass Werbung für politische Parteien in den elektronischen Medien zwar die Verfassung verletzen, nicht aber das Strafrecht tangieren dürfe.
- September – In Deutschland erscheint die erste Ausgabe des Computermagazins Chip.
- 28. September – In Wien wählt das ORF-Kuratorium Gerd Bacher zum Nachfolger von Otto Oberhammer als ORF-Generalintendaten. In einer Pressekonferenz am Tag nach seiner Wahl erklärt Bacher, er wolle den ORF für die kommende Konkurrenz der „neuen Medien wie Heimelektronik, Kabel und Satellit“ vorbereiten.
- 4. Oktober – Die erste Ausgabe der populärwissenschaftlichen Zeitschrift P.M. (Peter Moosleitners interessantes Magazin) erscheint.

## Hörfunk
- Auf RIAS ist die letzte Folge der von Ernst Reuter begründeten wöchentlichen Rundfunksendung Wo uns der Schuh drückt zu hören.
- 8. März – BBC Radio 4 beginnt mit der Ausstrahlung der Hörspielfassung von Per Anhalter durch die Galaxis.
- 12. Juli – Die Ö3-Sendung Die Musicbox sendet eine von Wolfgang Kos und Joachim Riedl gestaltete Ausgabe unter dem Titel Rockmusik und Faschismus. Auslöser ist das von Joachim Fests 1973 erschienene Hitlerbiographie losgetretene Interesse an der Zeit des Nationalsozialismus, vor allem aber das (bewusste) Spielen der frühen Punkbewegung in England mit Tabuthemen wie Faschismus und Holocaust.[2] Ausführlich zu Wort kommen dabei Musiker wie David Bowie, Jean-Jacques Burnel von The Stranglers und Bob Geldof von den Boomtown Rats, die mit dem Titel I never loved Eva Braun, ein direkt auf diese Zeit bezugnehmendes (satirisches) Lied aufgenommen haben.
- 30. August – Das Schweizer Radio DRS beginnt mit der Ausstrahlung von Teilen seines Programmes in Stereo.
- Oktober – Auf Ö1 ist die erste Folge der sonntäglichen Kabarettsendung Der Guglhupf zu hören. Sie knüpft an die Tradition von Der Watschenmann an.
- 23. November – Der Genfer Wellenplan, ein internationales Übereinkommen zur Regelung von Mittel- und Langwellenfrequenzen tritt in Kraft.

## Fernsehen

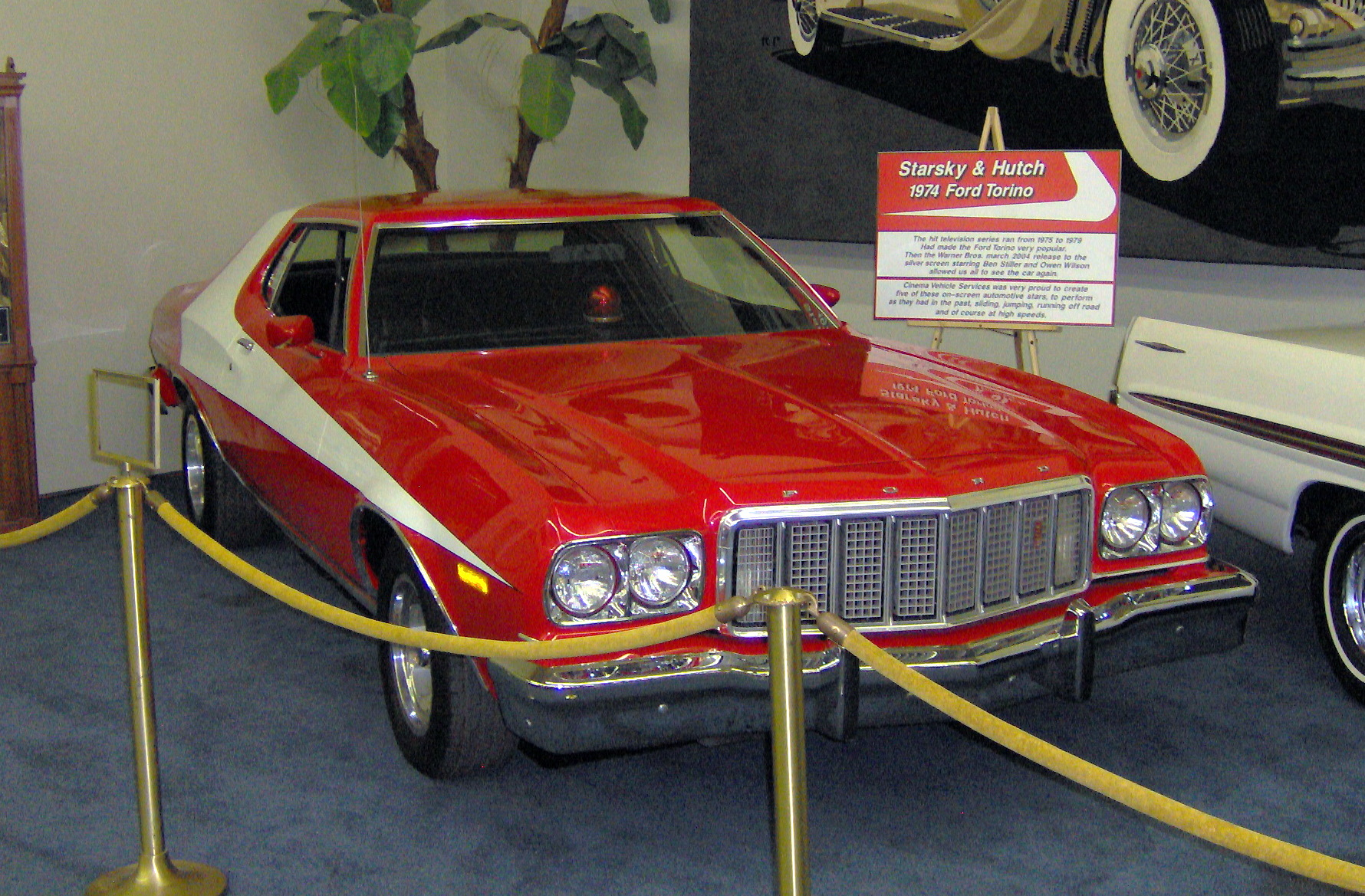
1978: Deutschsprachiger Serienstart von Starsky & Hutch

- Januar – Im Deutschen Fernsehen ist die US-Serie Roots zu sehen. Darin wird die Chronik einer afroamerikanischen Familie beginnend mit ihrer Verschleppung durch Sklavenhändler aus Westafrika nach Nordamerika Mitte des 18. Jahrhunderts bis in die Zeit des Sezessionskrieges geschildert.
- 1. Januar – Das Fernsehangebot des Bayerischen Rundfunks wird zum Vollprogramm ausgebaut.
- 2. Januar – Erste Ausgabe der Tagesthemen in der ARD und des heute-journals im ZDF.
- 11. Januar – Serienstart von Starsky & Hutch im deutschen Fernsehen.
- 14. Januar – Der BR strahlt die erste Folge seines Filmmagazins Kino Kino aus.
- 14. Januar – Die Muppet Show feiert Premiere im österreichischen Fernsehen.
- 9. Februar – Im Deutschen Fernsehen ist die erste Ausgabe der Talkshow Bio’s Bahnhof mit Alfred Biolek zu sehen.
- 26. März – Im ZDF ist die erste von 13 Teilen der Hans-Fallada-Verfilmung Ein Mann will nach oben zu sehen.
- 2. April – In den USA strahlt der Fernsehsender CBS die erste Folge der Serie Dallas aus. Die Seifenoper entwickelt sich zur erfolgreichsten Fernsehserie der 80er Jahre, die bis 1991 ausgestrahlt werden wird.
- Mai – Im ZDF ist die erste Folge der Vorabendreihe Western von gestern zu sehen.
- 1. Mai – Auf FS2, dem zweiten Fernsehprogramm des ORF, ist die für die Wiener Festwochen 1976 entstandene Theaterfassung von Die Pariser Kommune der österreichischen Agitpropband Schmetterlinge zu sehen. Es handelt sich um den vierten Teil des von Heinz Rudolf Unger textierten breit angelegten politischen Oratoriums Proletenpassion.[3]
- 21. Juni – Während des Kommentars zu dem Spiel Deutschland-Österreich der WM in Argentinien prägt der österreichische Sportkommentator Edi Finger beim 3:2 für Österreich den legendär gewordenen Ausruf I wer' narrisch!.
- 12. September – Die Comedy-Serie Taxi hat Premiere im US-Fernsehen. Unter anderen ist der New Yorker Comedian Andy Kaufman als Latka Gravas zu sehen, einer Rolle, die auf seiner Bühnenfigur The Foreign Man basiert. Auf der Besetzungsliste findet sich außerdem Danny DeVito und Christopher Lloyd, die später zu Kinostars der 1980er Jahre werden.
- 30. September – Start der 26-teiligen englischen Abenteuerserie Fünf Freunde nach Enid Blyton im ZDF.
- 8. Dezember – Der erste Teil des ZDF-Abenteuervierteilers Die Abenteuer des David Balfour hat Premiere.
- 12. Dezember – In der ORF-Jugendreihe Ohne Maulkorb ist ein 80-minütiges Special über den Wienaufenthalt der US-Musikerin Patti Smith zu sehen.
- 24. Dezember – Auf FS 2 ist zum ersten Mal die Benefizgala Licht ins Dunkel zu sehen.

## Geboren
- 1. Januar – Nina Bott, deutsche Schauspielerin (Alles was zählt) wird in Hamburg geboren.
- 7. Februar – Ashton Kutcher, US-amerikanischer Schauspieler (Michael Kelso in Die wilden Siebziger, Walden Smith in Two and a Half Men, seit 2011) wird in Cedar Rapids, Iowa geboren.
- 18. Februar – Oliver Pocher, deutscher Comedian, Schauspieler (Vollidiot) und Fernsehmoderator (Rent a Pocher, Schmidt & Pocher) wird in Hannover geboren.
- 6. März – Thomas Godoj, deutsch-polnischer Sänger, Songschreiber und 2008 Gewinner der 5. Staffel von Deutschland sucht den Superstar wird in Rybnik, Polen geboren.
- 18. März – Charlotte Roche, deutsche Fernsehmoderatorin und Autorin wird in High Wycombe, Großbritannien geboren.
- 28. März – Nafisa Joseph, indisches Model, Schauspielerin und V-Jane bei MTV India wird in Bangalore, Bundesstaat Karnataka geboren († 2004).
- 13. April – Kyle Howard, US-amerikanischer Schauspieler (Nix wie raus aus Orange County) wird in Loveland, Colorado geboren.
- 2. Juni – Nikki Cox, US-amerikanische Schauspielerin (Tiffany Maloy in Auf schlimmer und ewig) wird in Los Angeles geboren.
- 10. Juni – Shane West, US-amerikanischer Schauspieler (Assistenzarzt Ray Barnett in Emergency Room – Die Notaufnahme, 1994–2009) wird in Baton Rouge, Louisiana geboren.
- 11. Juli – Charlotte Engelhardt, deutsche Moderatorin wird in Oslo, Norwegen geboren.
- 13. August – Moritz A. Sachs, deutscher Schauspieler (Klaus Beimer in der WDR-Serie Lindenstraße) wird in Köln geboren.
- 20. November – Nadine Velazquez, US-amerikanische Schauspielerin puerto-ricanischer Herkunft wird in Chicago geboren.
- 18. Dezember – Katie Holmes, US-Schauspielerin (Dawson’s Creek) wird in Toledo, Ohio geboren.

## Gestorben
- 22. Juni – Heinz-Günter Stamm, deutscher Schauspieler, Hörspiel- und Theaterregisseur stirbt 70-jährig in München.
- 11. August – Heinz Lanker, deutscher Schauspieler, stirbt 62-jährig in Hamburg. Er war vor allem durch die zahlreichen Fernsehübertragungen aus dem Hamburger Ohnsorg-Theater bekannt.
- 21. September – Peter Vogel, deutscher Schauspieler (erster Darsteller der Figur des Major Adolf Kottan in Kottan ermittelt) stirbt 41-jährig in Wien.